# Ardané
Ardané, Ardenés o Ardanés fue una antigua pardina, actualmente despoblada, situada en el monte de Embún (actual municipio de Valle de Hecho).

## Toponimia
Algunas fuentes atribuyen el nombre a un propietario original llamado Arduenno. La presencia de topónimos similares en el Pirineo (Ardoné, Ardanuy) y la actual Francia (Ardenay-sur-Mérize) hacen sospechar que podría ser un nombre de origen galo. Otras teorías lo vincularían al vasco ardan (viña) + oi (lugar).
La evolución del diptongo ue a una sola vocal es típica de la evolución del habla en los Pirineos occidentales (quizás por influencia de un sustrato euskérico) en contraposición al romance oriental que evolucionó al catalán.

## Descripción
Se encontraba en la ribera del río Aragón Subordán a una hora a pie desde Embún, de la que dependía. Constaba de una iglesia parroquial dedicada a Santa María que pagaba sus diezmos al monasterio de San Julián de Navasal.

## Historia
La población aparece vinculada desde temprano al monasterio de Navasal. Según algunas crónicas, posiblemente erróneas, la vinculación data de tiempos medievales por una supuesta donación de Alarico en 570. Aun así, eso queda fuera del reinado histórico de Alarico II y probablemente sea un error o mito de época medieval.
Las primeras menciones fiables son de los siglos IX e X.  En 867, «el conde Galindo Aznárez dona al monasterio de San Pedro de Siresa todo lo que tenía desde Javierregay hasta Aguatuerta, y las villas sitas entre "Oledola" y el monasterio. Señala los límites de Echo» y entre estas villas, marca «Ardenes». En 947, la reina Toda de Pamplona, donó al monasterio de Navasal los diezmos y las primicias de la iglesia de Nuestra Señora de Ardanés: "...illa decima et primicia de tota ila laboranza que laborant homines de Ardenes, de terris, de vineis, de ortis, de arboribus, et quicquid decima est et pertinet ad ipsa ecclesia de Sancta Maria de Ardenes..."  Ubieto considera el documento sospechoso, pero no lo descarta del todo.
Aunque en 1063 Navasal fue anexionado al monasterio de San Juan de la Peña, en 1090 un texto de Sancho Ramírez confirma la dependencia de la localidad del monasterio de Navasal como ente independiente. En 1179 seguía perteneciendo a Navasal según bula de Alejandro III.
Durante la Edad Media, fueron tenentes o disfrutaron del «honor» el noble Jimeno Sánchez, desde febrero de 1068 hasta  marzo de 1084 y, posteriormente, desde febrero de 1098 hasta 1104, Alfonso Sánchez (futuro Alfonso I el Batallador) cuando este no ocupaba el principal lugar en la línea sucesoria del reino de Aragón. En 1131, el testamento del Batallador legaba la honor al monasterio de Siresa.
En 1801 constaba como despoblado.